# Herbert Lauer
Herbert Lauer (* 7. August 1946 in Bamberg; † 23. Mai 2021 ebenda) war ein deutscher Kommunalpolitiker und von 1994 bis 2006 Oberbürgermeister von Bamberg.

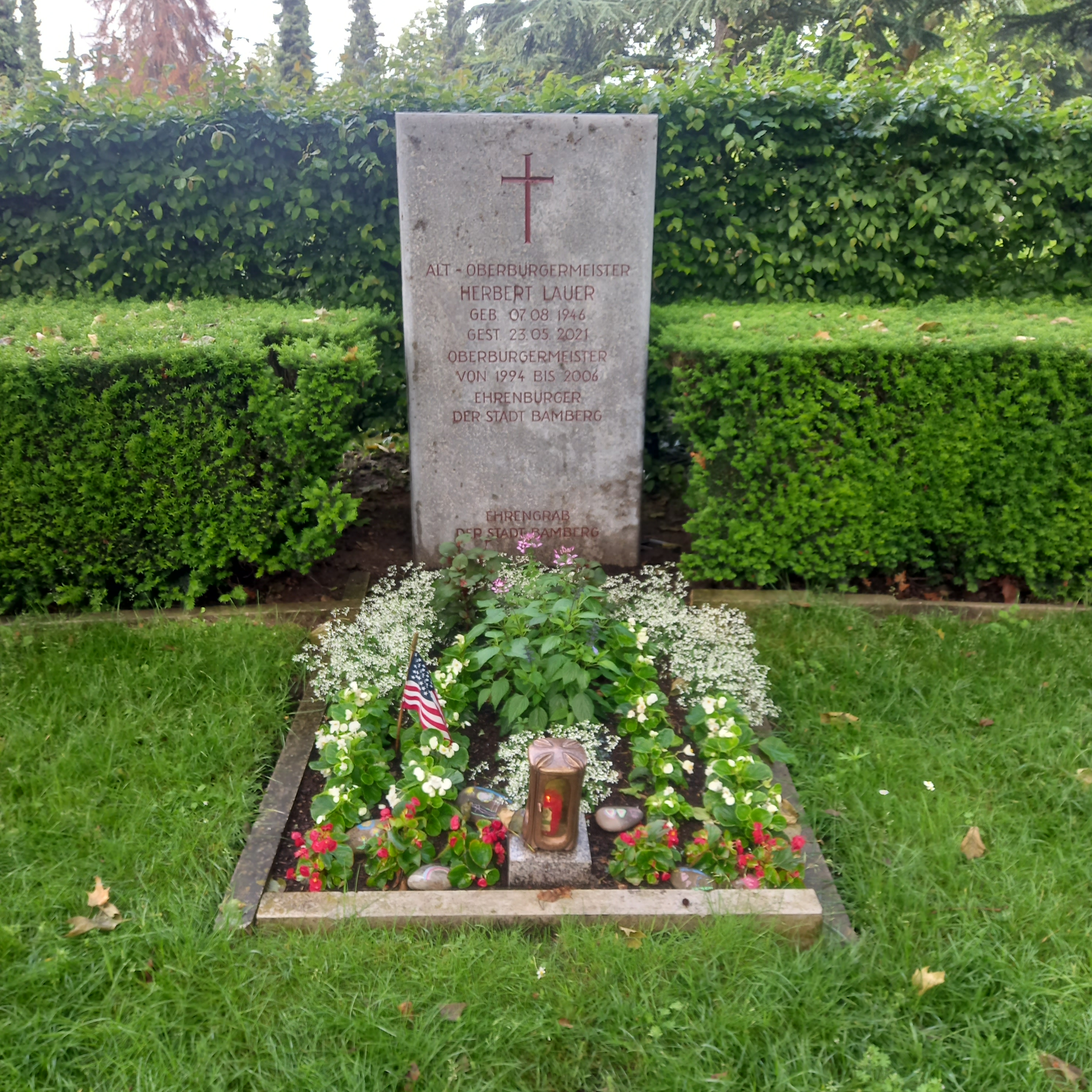
Das Grab von Herbert Lauer auf dem Hauptfriedhof in Bamberg

## Leben
Nach Abitur am Neuen Gymnasium in Bamberg studierte Lauer in Erlangen, München und Würzburg Rechts- und Staatswissenschaften. Ab 1974 arbeitete er bei der Regierung des Regierungsbezirks Oberfranken, von 1975 bis 1980 war er Leiter des Bauamtes des Landratsamtes Bamberg. Ab 1980 arbeitete er für die Stadt Bamberg, von 1982 bis 1989 war er persönlicher Referent des Oberbürgermeisters Paul Röhner. 1989 wurde er Sozialreferent der Stadt Bamberg, 1993 Berufsmäßiger Stadtrat.
Nachdem Paul Röhner 1994 nicht mehr als OB kandidiert hatte, ließ sich Lauer für die Überparteiliche Wähler-Gemeinschaft (ÜBG) aufstellen. In der Stichwahl setzte Lauer sich gegen den Kandidaten der SPD, Andreas Starke, durch. 2000 erhielt Lauer als gemeinsamer Kandidat von ÜBG und CSU bereits im ersten Wahlgang die absolute Mehrheit der Stimmen. 2006 verzichtete er auf eine weitere Kandidatur, sein Nachfolger wurde Andreas Starke.
Bei den Kommunalwahlen 2008 und 2014 wurde Lauer auf der Liste der Freien Wähler in den Stadtrat gewählt. Die ÜBG hatte sich 2001 den Freien Wählern angeschlossen und trat seit 2003 unter diesem Namen an. 2020 verzichtete er auf eine weitere Kandidatur.
Lauer war seit 1973 verheiratet und hatte zwei Söhne und zwei Töchter. Er war seit 1965 Mitglied der katholischen Studentenverbindung K.D.St.V. Fredericia Bamberg im CV. Weiterhin war er Präsident des Universitätsbundes Bamberg e. V. und von 2006 bis 2010 Präsident der Brose Baskets.
Lauer starb überraschend am Pfingstsonntag, 23. Mai 2021.

## Ehrungen
Am 29. Juli 2009 beschloss der Bamberger Stadtrat, Lauer zum Ehrenbürger von Bamberg zu ernennen, „in Würdigung und dankbarer Anerkennung der hohen Verdienste um das Wohl der Bürger und das Ansehen der Stadt Bamberg“. Am 15. Oktober wurde diese Ernennung durch Lauers Nachfolger Starke vollzogen.